# Mersip
Mersip is een bestuurslaag in het regentschap Sarolangun van de provincie Jambi, Indonesië. Mersip telt 802 inwoners (volkstelling 2010).